# 阿尔巴尼亚公国
阿尔巴尼亚公国是一个成立于1914年2月21日，在巴尔干半岛上的一个短命的公国。
阿尔巴尼亚自1478年后就一直被奥斯曼帝国统治。列强在1913年5月签订的伦敦条约中承认了阿尔巴尼亚独立。并由威廉即亲王位。1925年，阿尔巴尼亚实行共和制，阿尔巴尼亚共和国成立，阿尔巴尼亚公国灭亡。